# Södra Konnevesi nationalpark
Södra Konnevesi nationalpark är en nationalpark i Finland, på gränsen mellan landskapen Mellersta Finland och Norra Savolax, i kommunerna Konnevesi och Rautalampi, vid sjön Konnevesi. Nationalparken inrättades den 1 september 2014 och blev vid inrättandet Finlands 38:e nationalpark. Nationalparken omfattar cirka 15 km² av land runt sjön, i form av öar, holmar och uddar med vikar, stränder, till stor del klippstränder men också några av sand, och bergig gammal skog med tall omväxlande med frodiga lundar. Naturen är totalt sett ett gott exempel på den varierade naturen i Insjöfinland. I området finns många sjöfåglar och också rovfåglar, bland annat den tätaste stammen av fiskgjuse i Finland med omkring ett tjugotal häckande par, och sjön Konnevesi är därtill södra Finlands viktigaste livsområde för vild insjööring. Området har även en rik flora och en av säregenheterna i dess flora är förekomsten av fjällbräcka, en regionalt hotad och fridlyst växt, som annars främst återfinns i fjällen i norra delen av landet.
Nationalparken kan ses genom båtturer som ordnas från vissa hamnar runt sjön Konnevesi eller med kanot. Parkens största med fastlandet sammanhängande landområde finns på sjön Konnevesis östra sida och där finns vandringsleder med utgångspunkt från Kalaja parkeringsplats som nås via en avfart från stamväg 69. De flesta vandringsleder i området är ganska korta men krävande på grund av höjdstigning men en kort rullstolsanpassad led finns också. På ön Lapinsalo finns en allmän brygga där besökare får stiga i land. På andra öar är det förbjudet att stiga i land under fåglarnas häckningstid och besökare ombes allmänt att inte stiga i land på små öar.

## Klippmålningen i Toussunlinna
I ett av nationalparkens södra delområden, vid stranden av sjön Hankavesi i Norra Savolax, finns klippväggen Toussunlinna med en av de få klippmålningar som upptäcks i Norra Savolax. Målningen går bara att se från en båt eller när det är is och den ligger delar av året under vatten. Den är svår att se men tros föreställa en människofigur och en älgfigur.